# مارك دبليو. سميث
مارك دبليو. سميث (بالإنجليزية: Mark W. Smith)‏ هو كاتب أمريكي، ولد في 4 سبتمبر 1968 في تشيفيرلي في الولايات المتحدة.

## وصلات خارجية
- مارك دبليو. سميث على موقع IMDb (الإنجليزية)